# Paradise (Arizona)
Paradise é uma pequena cidade-fantasma localizada no condado de Cochise, no estado americano do Arizona. A cidade foi fundada em 1901 no que era então o Território do Arizona.

## História
Em 1901, a Chiricahua Development Company localizou um veio de minério. Uma agência dos correios foi inaugurada em 23 de outubro de 1901 e, em seu auge, a cidade contava com salões, armazéns gerais, uma cadeia e um hotel. A cidade foi essencialmente abandonada quando as minas locais falharam e os correios fecharam em 30 de setembro de 1943.   No entanto, alguns moradores permaneceram. Em junho de 2011, havia cinco residentes permanentes e 29 estruturas permanentes  quando o incêndio Horseshoe 2 varreu a área.  Apenas algumas casas e cemitério permanecem. 

## Geografia
Paradise está localizado a 5,7 milhas a oeste (montanha acima) de Portal, Arizona, e é cercado por terras da Floresta Nacional de Coronado. 

## Na mídia
A cidade-fantasma de Paradise também é destaque na mídia, como em videogames e filmes. A série de jogos Postal se passa nesta localidade.
- Postal (1997)
- Postal 2 (2003)
- Postal 2: Apocalypse Weekend (2005)
- Postal Babes (2009)
- Postal 2: Paradise Lost (2015)
- A Long Ride From Hell (1968 - Filme)